# Tajwan (prowincja Republiki Chińskiej)
Prowincja Tajwan (chiń. upr. 台湾省; chiń. trad. 臺灣省 lub 台灣省; pinyin Táiwān Shěng; pe̍h-ōe-jī Tâi-oân-séng) – jedna z dwóch prowincji Tajwanu (Republiki Chińskiej), obok prowincji Fujian. Po reformie administracyjnej z 1997 roku większość kompetencji samorządu została przekazana władzom centralnym i prowincja zarządzana jest bezpośrednio przez Yuan Wykonawczy.
Prowincja Tajwan do reformy z 25 grudnia 2010 roku zajmowała prawie cały obszar Republiki Chińskiej, obecnie zajmuje ok. 3/4 jej terytorium. W jej skład wchodzi część wyspy Tajwan, Peskadory oraz drobne inne wyspy.
Prowincja obejmuje obszar 25 110 km² i liczy ok. 7 183 000 mieszkańców. Dzieli się na 11 powiatów i 3 miasta. Jej stolicą od 1956 roku (po przeniesieniu z Tajpej) jest Zhongxing Xincun.